# NNNミヤギテレビニュース
NNNミヤギテレビニュースは、ミヤギテレビ（MMT）で放送されているスポットニュース番組。2008年9月の『NNNニューススポット』終了後はタイトルから『NNN』が外されている。

## 放送時間

### 平日（2025年1月現在）
- 月曜・水曜 - 日曜 20:54 - 21:00（JST）
- 火曜 19:54 - 20:00（JST）

なお特別番組放送の場合は休止、もしくは21:54 - 22:00に放送される。
日曜日は「ミヤギテレビニュース・天気予報」として、県内ニュースの後に天気予報も放送する。

### 過去
- - 2006年3月：月曜 - 金曜13:55 - 13:57（JST） - 「ザ・ワイド」放送開始前。
- 「NNNきょうの出来事」→『NEWS ZERO』においても終盤の数分をローカルニュース・天気予報に差し替えて放送。週末に関しては「Going!Sports&News」内でも全国ニュース後の数分にローカルニュースを放送していたが、2012年度から廃止となり天気予報のみとなった。
- 「みやぎTODAY」放送開始前は平日夕方帯のニュースとして放送。
- 以前には「ミヤギテレビニュース」として「NNNニューススポット」を放送していた時期があった。
- 2009年4月よりブロックネットミニ番組「ブカツの天使（第2シリーズ）」（9月まで）、「THE PARTNER」（10月から）を放送したため土曜の放送は休止となっていたが、2010年4月17日から土曜日の放送を再開した。

## その他
- 2011年10月より音声モードがステレオに変更されたが、スタジオ音声はBGM・効果音含めモノラル音源の状態である。